# 제주항공우주박물관
제주항공우주박물관(JAM)은 미래 첨단산업인 우주와 항공을 테마로 교육과 엔터테인먼트를 접목한 체험형 공간과 전시프로그램, 천문대와 전망대 등을 조성하여 방문객들에게 꿈과 비전을 제시한다

## 추진 목적
- 항공․우주를 테마로 한 항공우주박물관 건립을 통해 관광과 체험 중심의 교육관광 인프라 구축

## 추진 개요
- 위치 및 면적: 제주특별자치도 서귀포시 안덕면 녹차분재로 218 / 329,000m2(10만평)
- 사업기간 및 사업비: 2009～2013년 / 약 1,326억원
- 주요시설: 항공․우주탐험관, 영상관, 전시관(연면적 24,486m2(7,400평)/건축면적 12,912m2(3,906평)/지하1층·지상3층)

## 추진 경과
- 2008년 8월 공군본부에서 항공우주박물관 사업제안 요청(15개 자치단체대상), 제주도와 업무협약 및 사업제안서 제출
- 2008년 12월 제주국제자유도시개발센터를 사업대상자로 지정(공군본부)
- 2009년 2월 항공우주박물관 건립 및 운영 계약 체결(제주도-공군본부-제주국제자유도시개발센터)
- 2009년 5월 항공우주박물관 건립공사 기공식
- 2009년 11월 스미소니언 재단(미국 워싱턴)과 업무협약 체결 항공우주박물관 건립공사 기공식
- 2009년 11월 항공우주박물관 건립공사 발주
- 2010년 3월 항공우주박물관 건립공사 실시설계적격자 선정
- 2010년 5월 국립과천과학관과 업무협약 체결
- 2010년 하반기 실시설계 완료
- 2010년 하반기 본공사 착공
- 2012년 하반기 공사 준공 및 개관준비
- 2014년 4월 24일 개관